# Alex Nyarko
Alexander "Alex" Nyarko (Accra, 15 de outubro de 1973) é um ex-futebolista ganês que atuava como meio-campista.

## Carreira

### Clubes
Iniciou a carreira no Asante Kotoko, em 1992, mudando-se para o Dawu Youngstars no ano seguinte.
Em 1994, foi para o Sportul Studențesc, jogando por uma temporada na equipe romena antes de ingressar no Basel no mesmo ano. Foi no clube suíço que Nyarko emplacou pela primeira vez uma sequência de jogos (55 no total, marcando oito gols), até sair em 1995, depois de mais uma única temporada. 
Depois de passagens medianas por Karlsruher SC e RC Lens, Nyarko foi contratado pelo Everton, por 4,5 milhões de libras, tendo sido emprestado para AS Monaco e Paris Saint-Germain, sem muito sucesso.
Liberado do Everton em 2004, jogou uma temporada pelo IK Start e mais uma pelo Yverdon-Sport antes de se aposentar em 2007, depois de tentativas frustradas de encontrar outra equipe para seguir jogando.

### Seleção
Nyarko defendeu a Seleção de Gana entre 1991 e 2001, disputando 44 partidas. Participou de duas edições da Copa das Nações Africanas (1998 e 2000). Seu primeiro torneio foi em 1992, quando disputou os Jogos Olímpicos de Barcelona, onde as "Estrelas Negras" conquistaram a medalha de bronze.